# Ances pagasts
Ances pagasts er en territorial enhed i Ventspils novads i Letland. Pagasten etableredes i 1925, havde 712 indbyggere i 2010 og 656 indbyggere i 2016 og omfatter et areal på 397,78 kvadratkilometer. Hovedbyen i pagasten er Ance.